# Le Petit Saint
Le Petit Saint est un roman belge de Georges Simenon, paru en 1965 aux Presses de la Cité.
Simenon achève l'écriture de ce roman le 13 octobre 1964 à Épalinges (canton de Vaud), Suisse.

## Résumé
Louis Cuchas est l'avant-dernier d'une famille de six enfants. Nés de pères différents, rien ne les rapproche, sinon le toit qui les abrite dans une promiscuité où le vice lui-même n'a plus de nom. Leur mère, partagée entre ses amants successifs et sa charrette de marchande des quatre-saisons, n'a guère le temps de s'en occuper. C'est parmi les petites gens du quartier populeux de la rue Mouffetard que Louis laisse le monde venir à lui, enregistrant sons, couleurs, images, sensations, sous la protection de sa mère, dont il est le préféré. À l'école, il s'isole, et son regard pétillant excelle à saisir les choses comme les gens. Le surnom de « Petit Saint » que lui ont donné ses condisciples a rapidement gagné les Halles où, à sa demande, il accompagne sa mère chaque matin, avant l'aube.  
Ses frères et sœurs vont déserter un à un le logis familial, Gabrielle ne reçoit plus d'hommes, Louis grandit. Il a quitté l'école et travaille la nuit aux Halles, mais il reste toujours le petit garçon aimable et pudique, avec son visage de fillette encadré de boucles délicates. 
Un jour, il se découvre une grande passion, la peinture. Désormais, il ne vivra plus que pour elle, s'efforçant de traduire à sa manière, dans la juxtaposition de couleurs pures, ce qu'il a accumulé en lui depuis vingt ans. C'est l'éclosion à une vie nouvelle qui le fascine, malgré les jours difficiles, et, en même temps, la première expérience amoureuse. Il déménage, quittant la rue de son enfance et sa mère qu'il aimera toujours tendrement. Ses toiles se vendent, sa popularité naît et croît grâce à son ami, Suard, qui a encouragé ses débuts. Mais peu soucieux d'argent et de gloire, il restera Louis, le mystérieux petit garçon à la fois proche et lointain – dont la renommée, auréolée de légende, fera plus tard un artiste célèbre.

## Aspects particuliers du roman
L’omniscience du narrateur est combinée avec le point de vue du personnage principal. Divisé en deux parties – la maturation et l’éclosion –, le roman est un long récit rétrospectif qui déroule, sur l’arrière-plan d’une fresque sociale, la vie d’un être pur, préservé par un don d’enfance qui s’épanouit en un idéal d’artiste.
À noter la peinture colorée du marché des Halles et l’évocation des rapins de Montparnasse dans les années 1920.

## Fiche signalétique de l'ouvrage

### Cadre spatio-temporel

#### Espace
Paris. Références à l’Algérie et à l’Équateur.

#### Temps
De 1897-1898 à 1960.

### Les personnages

#### Personnage principal
Louis Cuchas. Artiste peintre. Célibataire.

#### Autres personnages
- Gabrielle Cuchas, mère de Louis, mariée à Lambert Heurteau et abandonnée par lui peu avant la naissance de Louis.
- Vladimir et Alice, Guy et Olivier (les jumeaux), Emilie, frères et sœurs de Louis.
- M. Suard, vendeur de matériel pour peintres, puis propriétaire d’une galerie.

## Éditions
- Édition originale : Presses de la Cité, 1965
- Tout Simenon, tome 12, Omnibus, 2003  (ISBN 978-2-258-06053-1)
- Livre de Poche, n° 14317, 2005  (ISBN 978-2-253-14317-8)
- Romans durs, tome 11, Omnibus, 2013  (ISBN 978-2-258-09398-0)
- Romans durs, tome 11, Omnibus, 2023  (ISBN 978-2-258-20268-9)

## Source
- Maurice Piron, Michel Lemoine, L'Univers de Simenon, guide des romans et nouvelles (1931-1972) de Georges Simenon, Presses de la Cité, 1983, p. 224-225  (ISBN 978-2-258-01152-6)